# Kup europskih prvaka 1979./80. (košarka)
Ovo je 23. izdanje Kupa europskih prvaka u košarci. Sudjelovale su 22 momčadi. Formirano je šest skupina (četiri po četiri i dvije po tri), a iz svake je jedan išao u poluzavršnu skupinu iz koje su prve dvije momčadi (Maccabi Tel Aviv i Real Madrid) izborile završnicu. Daljnji poredak: Bosna, Virtus Bologna, EBBC Den Bosch, Partizan Beograd. Završnica je odigrana u Zapadnom Berlinu 27. ožujka 1980. Prvi put u povijesti Jugoslavija je imala dva predstavnika u elitnom europskom natjecanju.

## Završnica
- Real Madrid -  Maccabi Tel Aviv 89:85

- europski prvak:  Real Madrid (sedmi naslov)
  - sastav ([1]): Wayne Brabender, Josean Querejeta, Fernando Romay, José Luis Llorente, Federico Ramiro, Luis María Prada, Walter Szczerbiak, Juan Antonio Corbalán, Rafael Rullán, Randy Meister, Juan Manuel López Iturriaga, José Manuel Beirán, trener Lolo Sainz